# Patricia Vohwinkel
Patricia Vohwinkel (* 1964 in Duisburg) ist eine deutsche Autorin von Krimis, die auch als Privatlehrerin für Englisch, Deutsch und Latein arbeitet.

## Leben und Karriere
Patricia Vohwinkel studierte Anglistik und Germanistik an der Universität Düsseldorf. Bevor sie sich dem Schreiben zuwandte, arbeitete sie zeitweilig unter anderem als Interviewerin, Texterin und Übersetzerin, Tätigkeiten, die sie später auch zur Vita der Protagonistin ihrer Krimis machte. Nachdem ihr Debütkrimi „Zufällig Elchtod“ im Verlag éditions trèves erschien, erfreute er sich in der Szene der Krimifans einer starken Beliebtheit. Es folgten über den gleichen Verlag weitere Krimis, zwei Kurzgeschichtensammlungen und ein Gedichtband.

## Veröffentlichungen (Auswahl)
- Zufällig Elchtod: Krimi, éditions trèves, Trier 1998, ISBN 978-3-88081-222-2
- Atemlos Elchtod: Krimi, éditions trèves, Trier 2000, ISBN 978-3-88081-226-0
- Gleichzeitig Elchtod: Krimi, éditions trèves, Trier 2002, ISBN 978-3-88081-535-3
- Blutnacht – Nachtblut: Kurzgeschichten, éditions trèves, Trier 2004, ISBN 978-3-88081-539-1
- Nachtblut – Blutnacht: Kurzgeschichten, éditions trèves, Trier 2006, ISBN 978-3-88081-547-6
- Bis die gelben Raben schreien: Gedichte, éditions trèves, Trier 2011, ISBN 978-3-88081-609-1